# Donnchadh Gough
Donnchadh Gough (County Waterford (Oost-Ierland, 1975) is een Ierse folkmuzikant.
Hij is speler op de uilleann pipes en de bodhrán bij de bekende Ierse folkband Danú. Hij begon op een leeftijd van zeven muziek te maken, waaronder ook op de tin-whistle. Uilleann pipes begon hij te spelen onder leiding van Tommy Kearne, maar zijn spel zou beïnvloed worden door de bekende piper Séamus Ennis. Zijn hele familie is betrokken bij de Ierse traditionele muziek. 

## Discografie
- Danú - 1997
- Think before you think - 1999
- All things considered - 2000
- The road less traveled - 2003
- Up in the air - 2003
- When all is said and done - 2004
- One night stand - 2004